# Göteborgs och Bohus län
Göteborgs och Bohus län er et nu nedlagt län i det vestlige Sverige, omfattende landskapet Bohuslän, de vestlige dele af landskapet Västergötland samt Lindome sogn i det nordlige Halland. Siden 1998 har länet indgået i Västra Götalands län. Residensby var Göteborg, med en del af länsstyrelsens administration forlagt til Uddevalla. Länsbogstav var O.

## Historie
Med freden i Roskilde i 1658 blev Bohuslän svensk. I begyndelsen blev provinsen styret af en guvernør, med Bohus fästning ved Kungälv som residens, men i 1680 blev länet dannet under navnet Bohus län. Det erobrede landskap blev slået sammen med Göteborg købstad og de omkringliggende herreder: Sävedal, Askims og Östra Hisings, der tidligere havde hørt til Älvsborgs län. Svensk lov blev i 1682 også indført i de tidligere norske dele af länet. I 1700 ændredes navnet til Göteborgs och Bohus län, og Göteborg blev residensby. I 1998 blev Västra Götalands län dannet ved sammenlægning af Göteborgs och Bohus län, Älvsborgs län og størstedelen af Skaraborgs län.

## Byområder
- Göteborg
- Kungälv
- Lysekil
- Marstrand
- Mölndal
- Strömstad
- Uddevalla

58°12′N 11°30′Ø / 58.2°N 11.5°Ø